# Vitanová
Vitanová (ungarisch Vitanova, polnisch Witanowa) ist eine Gemeinde im Norden der Slowakei mit 1319 Einwohnern (Stand 31. Dezember 2024), die zum Okres Tvrdošín, einem Teil des Žilinský kraj gehört.

## Geographie
Die Gemeinde befindet sich nahe der Grenze zu Polen im östlichen Teil des Talkessels Oravská kotlina sowie des Berglandes Skorušinské vrchy, im Süden geht das Gelände in die Westtatra über. Durch das ganze Gemeindegebiet fließt das Flüsschen Oravica. Das Ortszentrum liegt auf einer Höhe von 700 m n.m. und ist 15 Kilometer von Tvrdošín entfernt.
Bis 2004 gehörte die acht Kilometer südlich gelegene Siedlung und Fremdenverkehrsort Oravice zur Gemeinde, seither ist sie Teil der Stadt Tvrdošín.

## Geschichte

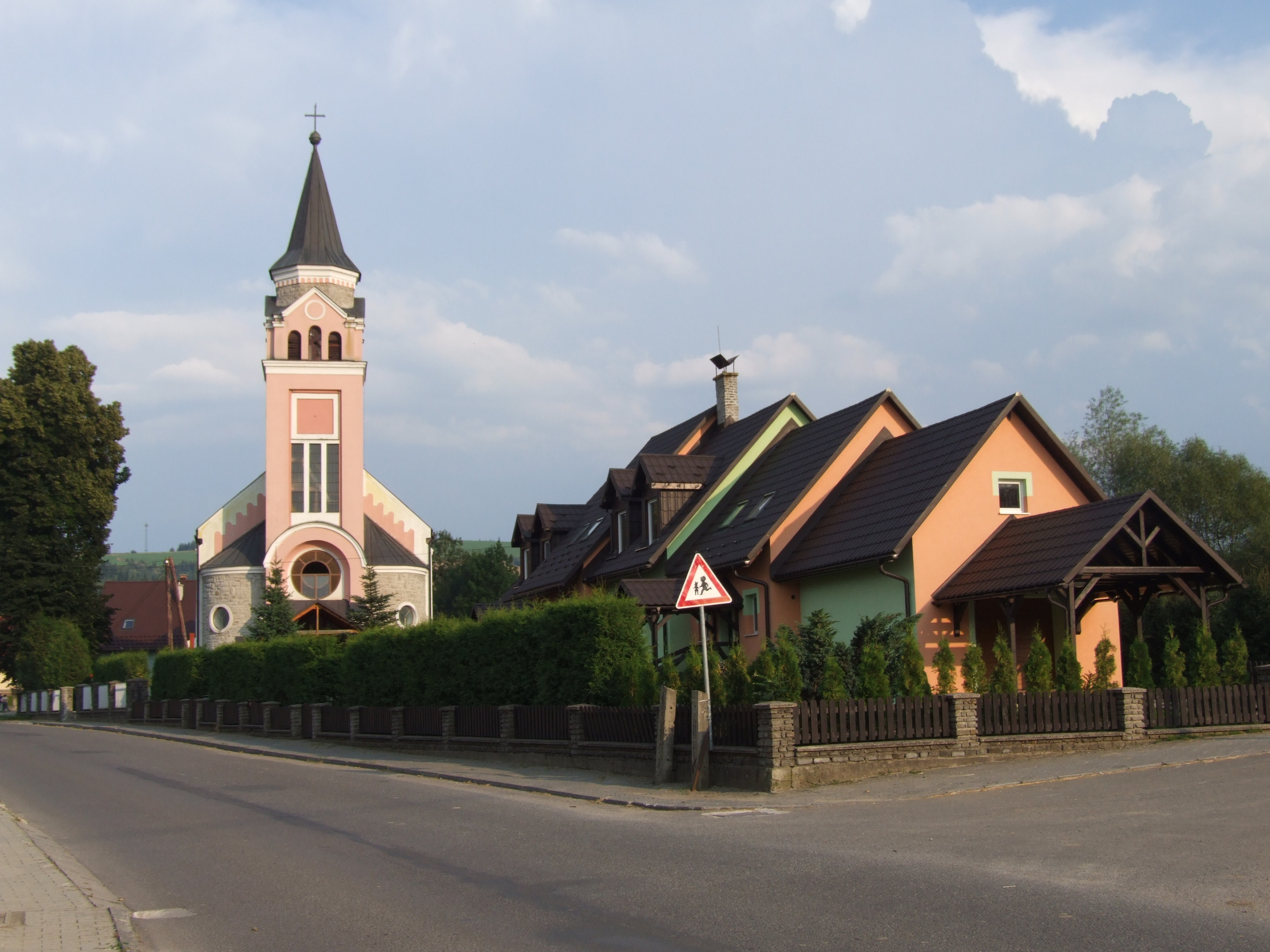
Kirche in Vitanová

1550 wurde auf der Stelle des heutigen Ortes nur eine Wiese (pratum Vitanova) erwähnt, 1552 entstand hier ein Ort nach walachischem Recht auf dem Herrschaftsgut der Arwaburg. Im Dorf Wytanowa gab es im Jahr 1588 zwei Porta, im 17. Jahrhundert förderte man im Gemeindegebiet Eisenerz, trotzdem war das Dorf hauptsächlich wegen antihabsburgischen Kriegen so arm, sodass nur wenige Siedlungen zu besteuern waren.
1770 zählte man 319 Einwohner, 1828 145 Häuser und 823 Einwohner.

## Bevölkerung
| Jahr                | 1994 | 2004    | 2014    | 2024    |
| ------------------- | ---- | ------- | ------- | ------- |
| Anzahl der Personen | 1187 | 1232    | 1297    | 1319    |
| Unterschied         |      | +3,79 % | +5,27 % | +1,69 % |

| Jahr                | 2023 | 2024    |
| ------------------- | ---- | ------- |
| Anzahl der Personen | 1314 | 1319    |
| Unterschied         |      | +0,38 % |

Nach der Volkszählung 2011 wohnten in Vitanová 1299 Einwohner, davon 1249 Slowaken sowie je ein Pole und Tscheche. 48 Einwohner machten keine Angabe. 1.226 Einwohner bekannten sich zur römisch-katholischen Kirche, sechs Einwohner zur evangelischen Kirche A. B. und zwei Einwohner zur griechisch-katholischen Kirche; zwei Einwohner waren anderer Konfession. 6 Einwohner waren konfessionslos und bei 57 Einwohnern ist die Konfession nicht ermittelt.
Ergebnisse nach der Volkszählung 2001 (1225 Einwohner):
| Nach Ethnie: - 99,43 % Slowaken - 0,08 % Polen - 0,08 % Tschechen | Nach Konfession: - 98,61 % römisch-katholisch - 0,90 % keine Angabe - 0,41 % konfessionslos - 0,08 % evangelisch |

## Sehenswürdigkeiten
- römisch-katholische Herz-Jesu-Kirche aus dem Jahr 1932